# Caém
Caém là một đô thị thuộc bang Bahia, Brasil. Đô thị này có diện tích 497,467 km², dân số năm 2007 là 9823 người, mật độ 19,75 người/km².